# Svartsot
Svartsot är ett danskt folk metal/viking metal band grundat i Danmark 2005. 

## Medlemmar
Nuvarande medlemmar
- Cris J.S. Frederiksen – sologitarr, akustisk gitarr, mandolin, munspel, bakgrundssång (2005– )
- Hans-Jørgen Martinus Hansen – flöjt, tin whistle, säckpipa, dragspel, mandolin, bakgrundssång (2008– )
- Thor Bager – sång (2009– )
- Michael Alm – rytmgitarr (2012– )
- Frederik Uglebjerg (aka "Owl") – trummor (2012– )
- Simon Buje – basgitarr (2018– )

Tidigare medlemmar
- James Atkin – basgitarr (2009– 2017)
- Henrik B. Christensen – basgitarr (2005–2007)
- Marcelo Freitas – trummor (2005)
- Niels P. Thøgersen – trummor (2005–2008)
- Michael Lundquist Andersen – rytmgitarr (2005–2008)
- Claus B. Gnudtzmann – sång (2005–2008)
- Stewart Lewis – tin whistle, flöjt, bodhran (2005–2008)
- Martin Kielland-Brandt – basgitarr (2007–2008)
- Danni Jelsgaard – trummor (2009–2012)
- Cliff Nemanim – rytmgitarr (2009–2010)

Turnerande medlemmar
- Uffe Dons – rytmgitarr (2011–2012)
- Bjarne Kristiansen – basgitarr (2015)

## Diskografi
Demo
- Svundne tider (2005)
- Tvende Ravne (2006)

Studioalbum
- Ravnenes Saga (2007)
- Mulmets viser (2010)
- Maledictus Eris (2011)
- Vældet (2015)
- Kumbl (2022)